# Bernard de Gélieu

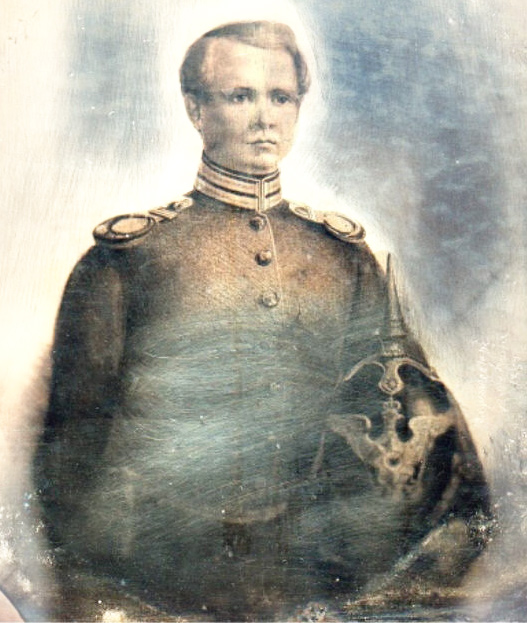

Bernard de Gélieu (ou Bernhard von Gélieu), né à Neuchâtel le 28 septembre 1828 et mort à Potsdam le 14 avril 1907, est un militaire et général d'infanterie au service de la Prusse.

## Biographie

### Jeunesse
Issus d'une famille de huguenots, Bernard est le fils du pasteur Bernard de Gélieu et de Frédérique Émilie Bondeli, ainsi que petit-fils de Jonas de Gélieu. Il passe son enfance à Neuchâtel, au Locle et à Fontaine. Il suit ensuite des cours de théologie à l'Académie de Neuchâtel et fait partie de la société de Belles-Lettres.

### Carrière militaire
Il est enterré au cimetière nouveau de Potsdam.

## Patois neuchâtelois
Bernard de Gélieu est l'auteur de deux chansons en patois neuchâtelois.